# Assedio di Messina (1282)
L'assedio di Messina del 1282 fu uno degli episodi combattuti durante le guerre dei Vespri siciliani. Ha avuto luogo da giugno a settembre 1282 per il controllo dello stretto di Messina.
Le truppe angioine, provenienti da Napoli e Marsiglia, furono respinte dalle truppe messinesi e costrette a ritirarsi dalla Sicilia.

## Premesse
Nel 1282 l'influente nobile siciliano Giovanni da Procida, che fu medico di re Manfredi, organizzò una rivolta generale contro gli angioini scoppiata il 30 marzo 1282 nota come Vespri Siciliani. I francesi sull'isola vennero uccisi e i ribelli proclamarono il governo della Chiesa, ma in seguito al rifiuto di Papa Martino IV, Carlo d'Angiò sbarcò sull'isola e assediò Messina per cercare di avanzare poi verso il centro dell'isola, mentre una delegazione di ribelli andò in cerca di Pietro III d'Aragona, che si trovava in nord Africa, a Djerba per la spedizione di Tunisi, e gli offrì la corona del Regno di Sicilia, visto che era sposato con Costanza II di Sicilia, figlia di Manfredi.

## La battaglia
Pietro sbarcò a Trapani il 29 agosto 1282, quando la città stava per arrendersi ed è entrato Palermo il giorno seguente, levando l'assedio a Messina.

## Conseguenze
Carlo di Valois tornò a Napoli il 26 settembre 1282.
Gli aragonesi assunsero il controllo sullo stretto di Messina.
Poco dopo la flotta aragonese sconfisse duramente quella angioina nella battaglia di Nicotera.
Lo scontro di Pietro III con il papa Martino IV, che lo scomunicò, provocò la Crociata d'Aragona e l'incoronazione di Carlo di Valois come re della Corona d'Aragona.